# 金曜ひろば640
金曜ひろば640（きんようひろばろくよんまる）はNHK札幌放送局で放送されていた番組。

## 概要
2001年放送開始。「地域の元気を引き出します!」を合言葉に、地域の商店街や町内会、サークルの地域イベントなどの動きを、現地から伝えた。石狩・空知・後志地方の各地の商店街・町内会・大学などから地域の話題を地区センター・公民館を中継場所に生放送。札幌局エリアのみの放送でそれ以外の局は各局別の制作であった（はこだて630、ほくほくテレビニュースあさひかわ、金曜まるごととかち、オホーツクきんよう広場、タンチョウてれび）。2006年3月終了。

## 放送時間
- 金曜 18:40 - 19:00（ほくほくテレビに内包されていた）

## 担当アナ
- 増子有人
- 伊達正隆
- 広瀬靖浩
- 吉岡大輔
- 西澤洋和（デスク）